# David Tasa
David Tasa, vollständiger Name David Wayne Tasa, (* 21. November 1948 in Milwaukee, Wisconsin) ist ein US-amerikanisch-deutscher Trompeter und Hochschullehrer.

## Leben und Wirken
David Tasa absolvierte sein Studium von 1966 bis 1972 bei Haskell Sexton an der University of Illinois at Urbana-Champaign sowie bei Arnold Jacobs und Adolph Herseth.
Seit 1972 lebt er in Deutschland, wo er in mehreren Orchestern als Solotrompeter wirkte. Nach Stationen als Solotrompeter bei der Nordwestdeutschen Philharmonie (1972–1973) und am Staatstheater Kassel (1973–1976) war er bis zum obligatorischen Eintritt in den Ruhestand 2014 Solotrompeter des Frankfurter Opern- und Museumsorchesters. Anschließend wirkte er in den Saisons 2014 bis 2016 mehrere Monate als 1. Solo-Trompeter an der Oper Oslo und im Jahr 2018 im Malta Philharmonic Orchestra.
Als Solist konzertierte Tasa in Europa, Nord- und Südamerika und in Israel. Neben dem klassischen Konzertrepertoire spielte er Erst- und Uraufführungen zeitgenössischer Komponisten, so zum Beispiel die Uraufführung des Jubilee Concerto für Blechbläser Quintett und Orchester und des Werkes Jenseits der Mauer für Trompete und Orgel von William Thomas McKinley. Gemeinsam mit Gert Augst spielte er die deutsche Erstaufführung von Petr Ebens Onka – Fenster nach Marc Chagall für Orgel und Trompete.
Zudem war Tasa Mitbegründer des Frankfurter Blechbläserquintetts, des Ensembles Frankfurt Chamber Brass, das sich aus Blechbläsern des Frankfurter Opernorchesters zusammensetzte, und der City Stage Big Band. Seit 2016 ist er Mitglied des Frankfurter ARTeVIA Quartetts und seit 2017 des Blechbläserensembles Pro musica sacre in Siegen.
David Tasa lehrte von 1982 bis 2007 an der Hochschule für Musik und Darstellende Kunst Frankfurt, 1999 wurde er zum Professor h.c. ernannt.

## Diskografie (Auswahl)
- Crystal Brass – Blechbläser aus Frankfurter Orchestern. Mit Hans Rückert, Jörg Senger, Soichiro Ono und Hans Kuhner (Walldorf Records; 1984)
- Music for Baroque Trumpets. The Edward Tarr Brass Ensemble. Werke von u. a. Biber, Starzer, Bartholomäus Riedl, Cesare Bendinelli, Britten, Dauverné (Musical Heritage Society; 1980)
- Werner Egk: Musik für Bläserensemble. Mit dem Bläser Ensemble Mainz, Leitung: Klaus Rainer Schöll (Wergo; 1989)
- Carl Orff: Kleines Konzert. Mit dem Bläser Ensemble Mainz, Leitung: Klaus Rainer Schöll (Wergo; 1990)